# Sąd Apelacyjny w Warszawie
Sąd Apelacyjny w Warszawie – organ wymiaru sprawiedliwości powołany do rozstrzygania spraw w II instancji mieszczący się przy pl. Krasińskich 2/4/6 w Warszawie.

## Status prawny
Sąd apelacyjny jest państwową jednostką organizacyjną nieposiadającą osobowości prawnej. Wszystko zaczęło się od uchwalonej przez Sejm w 1990 roku Ustawy z dnia 13 lipca o powołaniu sądów apelacyjnych oraz o zmianie ustawy – Prawo o ustroju sądów powszechnych, Kodeks postępowania cywilnego, Kodeks postępowania karnego, o Sądzie Najwyższym, o Naczelnym Sądzie Administracyjnym i o Krajowej Radzie Sądownictwa (Dz.U. z 1990 r. nr 53, poz. 306), której art. 1 ust. 1 brzmi: „Powołuje się sądy apelacyjne jako sądy powszechne”. 
Zasady finansowania i rozliczania odbywają się według zasad określonych dla jednostek budżetowych oraz szczegółowych zasad prowadzenia gospodarki finansowej i działalności inwestycyjnej sądów powszechnych zawartych w rozporządzeniu ministra sprawiedliwości.
Obszar właściwości apelacji warszawskiej:
- Sąd Okręgowy w Warszawie
- Sąd Okręgowy Warszawa-Praga w Warszawie

## Struktury organizacyjne
Sądy apelacyjne funkcjonują w strukturach sądów powszechnych, które rozstrzygają w drugiej instancji środki odwoławcze od orzeczeń okręgowych sądów, które wydawane są w pierwszej instancji. 
Dotyczy to spraw z zakresu: 
- prawa cywilnego – również gospodarczego, rodzinnego i opiekuńczego przez Wydział I Cywilny,
- prawa karnego – przez Wydział II Karny,
- prawa pracy i ubezpieczeń społecznych – przez Wydział III Pracy i Ubezpieczeń Społecznych,
- sprawowanie nadzoru nad działaniem administracyjnym powszechnych sądów, działalnością notariuszy i organów notarialnego samorządu, działalnością komorników.

W Sądzie Apelacyjnym w Warszawie utworzono następujące wydziały:
- I Wydział Cywilny,
- II Wydział Karny,
- III Wydział Pracy i Ubezpieczeń Społecznych,
- IV Wydział Wizytacji,
  - Zespół ds. Analiz i Organizacji Pracy,
- V Wydział Cywilny,
- VI  Wydział Cywilny,
- VII Wydział Gospodarczy i Własności Intelektualnej,
- VIII Wydział Karny.

## Historia
1 października 1990 roku został utworzony Sad Apelacyjny w Warszawie. Początkowo apelacja warszawska obejmowała obszar właściwości Sądów Okręgowych w: Ostrołęce, Płocku, Warszawie i Warszawa-Praga w Warszawie. 1 sierpnia 2010 roku okręg ostrołęcki został wyłączony do apelacji białostockiej, okręg płocki do apelacji łódzkiej.